# 日本星杜父魚
日本星杜父魚，為輻鰭魚綱鮋形目杜父魚亞目杜父魚科的其中一種，為溫帶海水魚，分布於西北太平洋日本海域，棲息深度10-55公尺，體長可達4.2公分，棲息在底層海域，生活習性不明。

## 擴展閱讀
維基物種上的相關：日本星杜父魚